# Onderrijk
In de taxonomie is een onderrijk een taxonomische rang of een taxon in die rang. Een onderrijk is een rang lager dan een rijk. De manier om met rangen om te gaan verschilt voor de plantkunde enigszins van die voor zoölogie, zo komen rangen in de plantkunde en rangen in de zoölogie niet altijd overeen. 